# علی کاظم
علی کاظم (عربی: علي كاظم ناصر التميمي؛ زادهٔ ۱ ژانویهٔ ۱۹۴۹ - ۲ ژانویه ۲۰۱۸) یک بازیکن فوتبال اهل عراق بود.
از باشگاه‌هایی که در آن بازی کرده‌است می‌توان به الزورا و تیم ملی فوتبال عراق اشاره کرد.
وی همچنین در تیم ملی فوتبال تیم ملی فوتبال عراق بازی کرده است.
وی یک روز پس از تولد ۶۹ سالگی اش پس از سالها بیماری درگذشت.